# Schwimminstruktor

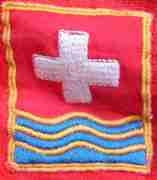
Abzeichen der Schweizer Schwimminstruktoren

Schwimminstruktor (SI) ist ein diplomierter Fachlehrer für Schwimmen, Tauchen, Wasserspringen und Rettungsschwimmen in der Schweiz.

## Aufgaben
Der Schwimminstruktor / die Schwimminstruktorin unterrichtet Einzelne und Gruppen aller Altersklassen und Leistungsstufen in allen Disziplinen des Schwimmsports: Schwimmen, Tauchen, Wasserspringen, Rettungsschwimmen, Wasserball, Synchronschwimmen und Wassergymnastik.
In Wassergewöhnungs-Kursen mit Kindern im Vorschulalter üben sie den spielerischen Umgang mit dem Wasser und lehren die Kernbewegungen und die Schwimmtechniken Brustschwimmen, Kraul- und Rückenkraul.
Schwimminstruktoren unterrichten an Schulen Kinder und Jugendliche aller Stufen im Schulschwimm- und Breitensport. Für die entsprechende Zielgruppe stellen sie ein Unterrichts- und Trainingsprogramm zusammen. Dabei wird auf die Entwicklung von sozialen Fertigkeiten bei gemeinsamem Spiel und Spass besonderer Wert gelegt. Sie trainieren auch Jugendliche und Erwachsene für Wettkämpfe und koordinieren diese gemeinsam mit der Gruppe.
Als Ausbildner unterrichten sie angehende Leiter für Baby-, Kinder-, Schul-Schwimmen, Behinderten-, Senioren-, Rettungsschwimmen und bilden Jugend+Sport-Leiter aus.

## Anforderungen
Für diese Tätigkeit braucht der Schwimminstruktor neben den eigenen schwimmerischen Fertigkeiten (Technik Schwimmen, Tauchen, Wasserspringen, Rettungsschwimmen, Wasserball, Synchronschwimmen) und theoretischem Wissen (Trainingslehre etc.) und einer Ausbildung in Erste Hilfe und in Herz-Lungen-Wiederbelebung und einem Brevet II in Rettungsschwimmen, vor allem Begeisterungsfähigkeit, Einfühlungsvermögen und pädagogisches Geschick, sowie entsprechende methodisch-didaktische Fähigkeiten und Fertigkeiten.

## Ausbildung
Die Ausbildung baut auf der dreistufigen Leiterausbildung im Sportfach Schwimmen bei Jugend+Sport auf. Ein aktueller Abschluss in CPR, Erster Hilfe und ein Brevet II im Rettungsschwimmen werden vorausgesetzt, Mindestalter ist 20 Jahre.
Die eigentliche Ausbildung zum Schwimminstruktor dauert 50 Tage plus Praktika. Inhalte sind insbesondere praktische Methodik und Didaktik und der pädagogische Umgang mit Gruppen und Einzelnen. Die Ausbildung schliesst nach einer Prüfung (Theorie, Technik, Methodik) mit einem Diplom als "SI" ab.
Schwimminstruktoren unterziehen sich alle zwei Jahre einem Wiederholungskurs.
Fortbildung ist möglich als Spezialisierung: Experte, Kadertrainer, Behindertensportleiter Schwimmen, Berufsprüfung (BP) Trainer Leistungssport, Höhere Fachprüfung (HFP) Trainer Spitzensport.